# Zee Entertainment Enterprises

Logo anterior empleado desde 2017 hasta 2025.

Zee Entertainment Enterprises (ZEEL) (anteriormente Zee Telefilms) es un conglomerado mediático indio. Con sede en Bombay, tiene intereses en televisión, medios impresos, Internet, cine y negocios relacionados con contenidos móviles, y opera 45 canales en todo el mundo.

## Historia

### Era independiente
La empresa se fundó el 15 de diciembre de 1991 como Zee Telefilms, marca que se mantuvo hasta 2006.
En abril de 1995, la empresa lanzó el canal de películas por suscripción Zee Cinema, el primer canal de este tipo en el país. Hasta 1999, la programación la realizaba Star TV. En los años siguientes, Zee Cinema también atendió a mercados internacionales como el Sudeste de América, Europa, Oriente Medio, África del Norte, Pakistán, Indonesia y Asia-Pacífico y el resto de África. Zee Cinema (Canadá) está disponible en Canadá como una empresa conjunta con Ethnic Group.
Zee Telefilms lanzó un bloque de programación con la marca Nickelodeon en 1999 como parte de un acuerdo de distribución entre Viacom International y Zee Telefilms. Fue reemplazado por un nuevo bloque de Cartoon Network en 2002.
En 2002, la empresa adquirió una participación mayoritaria (51%) en ETC Networks. En 2003, planearon comprar Rajshri por 50 millones de rupias. Con el trato, Zee tendría acceso a todas las películas de Rajshri, pero el plan fracasó más tarde. En 2006, adquirieron Integrated Subscriber Management Services Limited y, en noviembre de 2006, recibió una participación del 50% en Taj Television, propietario de TEN Sports. Ese mismo año, la empresa pasó a llamarse Zee Entertainment Enterprises.
En febrero de 2010, la empresa adquirió una participación adicional (95%) en TEN Sports.
En 2008, Zee Networks lanzó Zee Motion Pictures y Zee Limelight (ahora Zee Studios) para el desarrollo, producción, distribución y comercialización de películas convencionales en idiomas indios, incluidos hindi, malabar, tamil, télugu, canarés, bengalí y marati. Algunas de las producciones de Zee Studios incluyen Gadar: Ek Prem Katha, Natsamrat, Sairat y Rustom.
Como Zee Telefilms, la empresa formó parte de BSE Sensex de 2000 a 2005. El negocio del canal de noticias y entretenimiento regional se escindió en una empresa independiente en 2006 como Zee News.
En mayo de 2011, Star Den celebró una empresa conjunta 50/50 con Zee Turner y Zee Entertainment Enterprises (ZEEL) para distribuir y comercializar todos los canales propiedad de la empresa y ZEEL, sus respectivos canales afiliados y otros canales de terceros en la India, Nepal y Bután.
También posee una compañía discográfica, Zee Music Company, que fue lanzada en marzo de 2014.
En 2015, Zee adquirió Sarthak TV, un canal de televisión de pago en oriya. Un año después, el 28 de julio de 2016, lanzó Zee One, dirigido al mercado alemán. En 2017 se lanzó una versión polaca del canal.
En 2016, Zee lanzó Zee Mundo, un canal de películas de Bollywood en español dirigido a América Latina.
En 2017, la empresa adquirió la participación mayoritaria de Reliance Broadcast Network. También planeaba adquirir 9X Media en octubre de 2017 por un costo de 160 millones de rupias; sin embargo, el plan fracasó en marzo de 2018. Una filial de propiedad parcial, Diligent Media Corporation, es una editorial de periódicos y sitios web indios. DMC es una empresa conjunta entre Zee y Dainik Bhaskar Group.
En 2018, Zee lanzó Zee Theatre, que ofrece una colección de obras de teatro grabadas, también llamadas obras para televisión, producidas en la India e internacionalmente.

### Charlas de venta
En febrero de 2019, los medios informaron que Essel Group estaba en conversaciones para vender sus acciones de Zee Entertainment Enterprises para salvar la deuda.
Sony y Comcast-Atairos, una empresa liderada por el gigante estadounidense del cable Comcast, fueron preseleccionados para la oferta. Sin embargo, competían con el gigante tecnológico Apple y Reliance Industries, entre otros.
Altos funcionarios de Sony, incluidos Mike Hopkins, presidente de Sony Pictures Television, y Tony Vinciquerra, presidente de Sony Pictures, habían visitado a Subhash Chandra y su familia en su residencia poco después de que Chandra anunciara su intención de vender la mitad de la participación del promotor en Zee Entertainment Enterprises a un inversor estratégico global.
El 2 de abril, los informes decían que algunos otros promotores estaban dispuestos a vender sus acciones por valor de 332 millones de rupias. El 3 de abril, los medios informaron que Sony y Zee Entertainment Enterprises no llegaron a un acuerdo en medio de diferencias de valoración que abrieron la puerta a Comcast-Atairos.
El 1 de agosto, los medios informan que Invesco Oppenheimer Fund comprará una participación del 11% en Zee Entertainment.
En septiembre de 2021, se informó que Invesco Developing Markets Funds y OFI Global China Fund LLC, que poseen conjuntamente una participación del 17,88%, querían que Punit Goenka (también hijo del fundador) renunciara como director general y director ejecutivo. También se informó que Essel Group posee una participación minoritaria del 3,99%.

### Fusión con Sony Pictures Networks India
El 22 de septiembre de 2021, la empresa anunció su intención de fusionarse con Sony Pictures Networks India. Sony Pictures tendrá una participación mayoritaria en la entidad fusionada propuesta, que estará dirigida por Punit Goenka de Zee. En diciembre de 2021, la fusión fue aprobada por los directorios de las dos empresas. Sony tendrá una participación cercana al 51% de la empresa y Zee controlará la participación restante.
El 4 de octubre de 2022, la Comisión de Competencia de la India (CCI) aprobó condicionalmente la fusión propuesta de Zee Entertainment Enterprises Limited (ZEE) y Sony Group Corporation (SGC) en la India (la transacción propuesta).
El 10 de agosto de 2023, el Tribunal Nacional de Derecho de Sociedades aprobó la propuesta de fusión Sony/Zee.
El 18 de enero de 2024, la fusión prevista por 10 mil millones de dólares entre Zee Entertainment Enterprises y Sony Pictures India avanzó a medida que las acciones de ZEE aumentaron en medio de informes de que el director ejecutivo Punit Goenka podría dimitir, lo que podría resolver un importante punto muerto en el proceso de fusión. Sin embargo, el 22 de enero de 2024, Sony Pictures Networks India emitió un aviso a Zee Entertainment Enterprises poniendo fin de manera efectiva al procedimiento de fusión debido, entre otras razones, a que las condiciones de cierre de la fusión no se cumplieron en la fecha límite establecida del 21 de enero.

## Controversia

### Disputa entre promotores
El 11 de septiembre de 2021, Invesco pidió a la dirección de Zee que convocara a los accionistas a una «junta general extraordinaria» para considerar sus demandas. Una de las principales demandas fue la destitución de Punit Goenka, hijo del fundador de Zee Network. Sin embargo, la junta directiva de Zee rechaza la exigencia de Invesco de convocar una junta general extraordinaria. Invesco Developing Market Funds acude al Tribunal Nacional de Derecho de Sociedades (NCLT) y al Tribunal Superior de Bombay en busca de una orden obligatoria para que Zee Enterprises Entertainment Limited (ZEEL) convoque la junta general extraordinaria que el accionista ha estado exigiendo.
OFI Global China Fund, que también impulsó el NCLT junto con Invesco, comentó en la audiencia que la reunión que la junta directiva de Zee Entertainment había celebrado el 1 de octubre era sólo una formalidad legal y que es un caso clásico de compra de foros.
El 11 de octubre de 2021, Invesco escribió una carta abierta a los demás accionistas diciendo que estaban decepcionados de que el liderazgo de Zee haya recurrido a una campaña de relaciones públicas imprudente en respuesta a la abrumadora demanda de los accionistas de cambios de liderazgo en la red Zee. Además, implementaron que intentaron fusionar Zee con alguna otra empresa india a principios de 2021, pero la junta directiva de Zee lo rechazó.
Zee Board respondió a la carta abierta de Invesco diciendo que no les importaba la empresa, y que Invesco no está motivado por preocupaciones relacionadas con ningún problema de gobierno corporativo sino «por los eventos que ocurrieron durante febrero-abril de 2021» que señalan que Invesco se propuso un acuerdo con Reliance Industries.
Reliance Industries Ltd (RIL) dijo que propuso fusionar todas sus propiedades de medios con Zee Entertainment a valoraciones justas durante las discusiones en febrero y marzo de 2021 que la firma de inversión estadounidense Invesco ayudó a organizar con el director gerente y miembro de la familia fundadora de la compañía de medios y entretenimiento.
El 21 de octubre, el Tribunal Superior de Bombay solicita a la junta directiva de Zee que convoque la junta general extraordinaria como lo exigió el accionista Invesco, y el abogado de Zee Entertainment dijo que la compañía informará la fecha de la junta general extraordinaria antes de la mañana del 22 de octubre.
El 22 de octubre, Zee respondió al tribunal que la junta no puede dar su visto bueno a algo que resultará ilegal. Por lo tanto, el Tribunal Superior pospuso la audiencia del asunto Zee-Invesco hasta el 26 de octubre, y el 26 de octubre el Tribunal Superior de Bombay impidió a Invesco tomar cualquier medida en cumplimiento de su aviso de requisición (convocar una ssamblea general extraordinaria).
El 7 de diciembre, Invesco se dirigió hacia una resolución que se espera respalde el acuerdo de fusión con Sony siempre que la familia Goenka no obtenga ningún capital preferencial.
El 22 de diciembre, la junta directiva de Zee firmó acuerdos definitivos con Sony tras recibir la aprobación de su junta directiva.

### Zee Music contra Sonu Nigam
En 2015, Sonu Niigaam alegó que Zee Music Company lo expulsó después de que tuiteó en apoyo del político Kumar Vishwas.

## Cadenas y canales

### India
| Canal             | Lanzamiento | Idioma                                | Categoría                     | Disponibilidad SD/HD | Notas                                          |
| ----------------- | ----------- | ------------------------------------- | ----------------------------- | -------------------- | ---------------------------------------------- |
| Zee TV            | 1992        | Hindi                                 | Generalista                   | SD+HD                |                                                |
| &TV               | 2015        | Hindi                                 | Generalista                   | SD+HD                |                                                |
| Zee Anmol         | 2013        | Hindi                                 | Generalista                   | SD                   |                                                |
| Big Magic         | 2011        | Hindi                                 | Generalista                   | SD                   |                                                |
| Zee Zindagi       | 2014        | Hindi                                 | Generalista                   | SD                   |                                                |
| Zee Cinema        | 1995        | Hindi                                 | Películas                     | SD+HD                |                                                |
| Zee Classic       | 2005        | Hindi                                 | Películas                     | SD                   |                                                |
| Zee Action        | 2006        | Hindi                                 | Películas                     | SD                   |                                                |
| Zee Anmol Cinema  | 2016        | Hindi                                 | Películas                     | SD                   |                                                |
| Zee Bollywood     | 2018        | Hindi                                 | Películas                     | SD                   |                                                |
| &pictures         | 2013        | Hindi                                 | Películas                     | SD+HD                |                                                |
| &xplor HD         | 2019        | Hindi                                 | Películas                     | Solo HD              |                                                |
| Zing              | 2009        | Hindi                                 | Juvenil                       | SD                   | Anteriormente Zee Muzic                        |
| Zee Café          | 2000        | Inglés                                | Generalista                   | SD+HD                | Anteriormente Zee English                      |
| &flix             | 2000        | Inglés                                | Películas                     | SD+HD                | Anteriormente Zee Studio                       |
| &privé HD         | 2017        | Inglés                                | Películas                     | HD only              |                                                |
| Zee Zest          | 2010        | Hindi, inglés                         | Estilo de vida                | SD+HD                | Anteriormente Living Foodz y Zee Khana Khazana |
| Zee Bangla        | 1999        | Bengalí                               | Generalista                   | SD+HD                | Anteriormente Alpha TV Bangla                  |
| Zee Bangla Cinema | 2012        | Bengalí                               | Películas                     | SD                   |                                                |
| Zee Ganga         | 2013        | Bhoshpuri                             | Generalista                   | SD                   | Anteriormente Big Ganga                        |
| Zee Biskope       | 2020        | Bhoshpuri                             | Películas                     | SD                   |                                                |
| Zee Marathi       | 1999        | Marati                                | Generalista                   | SD+HD                | Anteriormente Alpha TV Marathi                 |
| Zee Yuva          | 2016        | Marati                                | Generalista                   | SD                   |                                                |
| Zee Talkies       | 2007        | Marati                                | Películas                     | SD+HD                |                                                |
| Zee Chitramandir  | 2021        | Marati                                | Películas                     | SD                   |                                                |
| Zee Sarthak       | 2010        | Oriya                                 | Generalista                   | SD                   | Anteriormente Sarthak TV                       |
| Zee Punjabi       | 2020        | Punyabí                               | Generalista                   | SD                   | Anteriormente Alpha TV Punjabi                 |
| Zee Kannada       | 2006        | Canarés                               | Generalista                   | SD+HD                |                                                |
| Zee Picchar       | 2020        | Canarés                               | Películas                     | SD+HD                |                                                |
| Zee Keralam       | 2018        | Malabar                               | Generalista                   | SD+HD                |                                                |
| Zee Tamil         | 2008        | Tamil                                 | Generalista                   | SD+HD                |                                                |
| Zee Thirai        | 2020        | Tamil                                 | Películas                     | SD+HD                |                                                |
| Zee Telugu        | 2004        | Télugu                                | Generalista                   | SD+HD                | Anteriormente Alpha TV Telugu                  |
| Zee Cinemalu      | 2016        | Télugu                                | Películas                     | SD+HD                |                                                |
| Zee Theatre       | 2018        | Hindi, inglés, urdu, marati, guyaratí | Obras de teatro de televisión | SD                   |                                                |

### Internacional
| Canal            | Lanzamiento | Idioma     | Categoría   | Disponibilidad SD/HD | Notas |
| ---------------- | ----------- | ---------- | ----------- | -------------------- | ----- |
| Zee World        | 2015        | Inglé      | Generalista | SD/HD                |       |
| Zee Bollynova    | 2017        | Inglé      | Generalista | SD/HD                |       |
| Zee One (África) | 2021        | Inglé      | Generalista | SD/HD                |       |
| Zee Zonke        | 2023        | Zulú       | Generalista | SD/HD                |       |
| Zee Magic        | 2015        | Francés    | Generalista | SD/HD                |       |
| Zee Bioskop      | 2013        | Indonesio  | Generalista | SD/HD                |       |
| Zee Mundo        | 2016        | Español    | Películas   | SD/HD                |       |
| Zee Alwan        | 2012        | Árabe      | Generalista | SD/HD                |       |
| Zee Aflam        | 2008        | Árabe      | Películas   | SD/HD                |       |
| Zee Nung         | 2014        | Tailandés  | Generalista | SD/HD                |       |
| Zee Phim         | 2017        | Vietnamita | Películas   | SD/HD                |       |

### Canales y redes desaparecidas

#### India
| Canal             | Lanzamiento | Idioma | Categoría     | Disponibilidad SD/HD | Notas |                                        |
| ----------------- | ----------- | ------ | ------------- | -------------------- | ----- | -------------------------------------- |
| Zee Next          | 2007        | 2009   | Hindi         | Generalista          | SD    |                                        |
| Zee Smile         | 2004        | 2016   | Hindi         | Generalista          | SD    | Anteriormente Smile TV                 |
| 9X                | 2007        | 2015   | Hindi         | Generalista          | SD    | Adquirido de 9X Media                  |
| Zee Jagran        | 2005        | 2015   | Hindi         | Religioso            | SD    |                                        |
| Zee Premier       | 2006        | 2015   | Hindi         | Películas            | SD    | Anteriormente Premier Cinema           |
| ZeeQ              | 2010        | 2017   | Hindi         | Infantil             | SD    |                                        |
| Zee Muzic         | 1997        | 2009   | Hindi         | Musical              | SD    | Reemplazado con Zing TV                |
| Zee ETC Bollywood | 1999        | 2020   | Hindi         | Musical              | SD    | Anteriormente ETC y ETC Bollywood      |
| Zee Khana Khazana | 2010        | 2015   | Hindi         | Estilo de vida       | SD    | Reemplazado con Living Foodz           |
| Zee Studio        | 2005        | 2018   | Inglés        | Películas            | SD    | Anteriormente Zee MGM y Zee Movie Zone |
| Zee Trendz        | 2003        | 2014   | Inglés        | Estilo de vida       | SD    | Anteriormente Trendz TV                |
| Zee Sports        | 2005        | 2010   | Inglés        | Deportivo            | SD    |                                        |
| Living Foodz      | 2015        | 2020   | Inglés, hindi | Estilo de vida       | SD+HD | Reemplazado con Zee Zest               |
| Living Travelz    | 2017        | 2017   | Inglés, hindi | Educativo            | SD    |                                        |
| Zee Gujarati      | 2000        | 2009   | Guyaratí      | Generalista          | SD    | Anteriormente Alpha TV Gujarati        |
| Zee Vajwa         | 2020        | 2022   | Marati        | Musical              | SD    |                                        |
| Zee ETC Punjabi   | 2001        | 2014   | Punyabí       | Generalista          | SD    | Anteriormente ETC Punjabi              |

#### Internacional
| Canal           | Lanzamiento | Idioma | Categoría | Disponibilidad SD/HD | Notas | |
| --------------- | ----------- | ------ | --------- | -------------------- | ----- | --- |
| Zee Bollymovies | 2017        | 2019   | Inglés    | Películas            | SD    | |
| Zee One         | 2016        | 2020   | Alemán    | Generalista          | SD    | El canal se relanzó en África a partir de 2021                                                               |
| Zee Sine        | 2016        | 2020   | Filipino  | Generalista          | SD    | |
| Zee Variasi     | 2006        | 2016   | Malayo    | Generalista          | SD    | Reemplazado por Tara HD el 19 de octubre de 2016, luego reemplazado por Colors TV HD el 1 de octubre de 2019 |
| Zee Hiburan     | 2015        | 2017   | Indonesio | Generalista          | SD    | Se fusionó con Zee Bioskop el 1 de marzo de 2017                                                             |

## Servicio OTT
En febrero de 2016, Zee Entertainment Enterprises incursionó en el video bajo demanda con el lanzamiento de su servicio OTT OZEE.
El 14 de febrero de 2018, este servicio pasó a llamarse ZEE5. Desde su relanzamiento como ZEE5, transmite todo el contenido de su cadena de televisión y también películas y series originales. ZEE5 obtuvo 57 millones de usuarios activos mensuales en diciembre de 2019.

## Otros negocios

### Publicación[58]
- bgr
- Mollywood
- cricket country
- The health site
- India.com
- Sugarbox
- Zee5X

### Gestión de eventos[59]
- Zee Live
- Super moon, Arth, Edu care, It's A Girl Thing
- Zee Theatre

### Distribución de películas y música
- Zee Studios[60]
- Zee Plex (servicio de películas a la carta)[61]
- Zee Music Company[62]